# 해태그룹
해태그룹은 해태제과를 모기업으로 하여 형성된 기업 집단이었는데 해태제과가 한때 여자실업농구팀을 창단할 계획이었으나  무산됐다. 1977년 박병규 창업주 타계 후 박 창업주의 아들이자 해태제과의 대표사장이었던 박건배 제 2대 회장 취임 뒤 인켈 인수인계, 건설분야 진출 등 무리한 사업확장이 화근이 되어 1997년 IMF외환위기 여파로 부도 후 해체되었다. 박건배 2대 회장도 분식회계 및 위장계열사를 통한  비자금 조성 등의 혐의로 감옥살이를 하기도 했다.

## 개요

### 성장의 역사
- 1945년 10월 3일: 서울특별시 용산구 남영동에서 창업주 4인이 해태제과 합명회사를 설립.
- 1959년 7월: 해태그룹 최초의 계열사인 해태산업을 설립
- 1960년 7월: 해태제과합명회사에서 해태제과공업(주)으로 상호를 변경
- 1961년 1월: 자회사인 해태산업(주)을 해태제과공업(주)에 흡수·합병하여, 본사와 공장을 서울특별시 용산구 남영동과 보문동에서 서울특별시 영등포구 양평동으로 이전
- 1972년 5월: 해태제과를 기업공개(자본금 273억원) 하였으며, 한국증권선물거래소(현 한국거래소)에 상장
- 1973년: 해태식품공업(주)을 설립하였고, 한국감귤냉장판매(주), 한국산토리(주)를 인수하였다.
- 1974년 1월: 미국의 베아트릭스사와의 5:5로 합작, 투자한 회사인 메도골드코리아(1973년 인수)를 해태유업(주)으로 상호를 변경
- 1974년 4월: 해태제과는 덴마크로부터 기술제휴를 받아, 아이스크림 생산 라인을 도입하였다.
- 1974년 8월: 해태관광(주) 설립
- 1975년 11월: 해태제과가 천연 오렌지 주스를 생산.
- 1976년 12월: 해태제과는 대단위에 종합 껌생산 공장(1326평)을 준공하여 생산
- 1977년 12월: 해태그룹의 창업주이자 1대 회장인 박병규가 52세의 나이로 폐암으로 세상을 떠나자 해태제과의 대표사장인 박건배 사장이 제2대 회장으로 취임하였다.
- 1978년: 해태상사(주)를 설립하여 무역업에 진출.
- 1979년: 신방전자(주)를 인수인계함.
- 1981년 5월: 창업주 3인 동거체제가 끝나고 박건배 회장이 상사, 제과 회장에 취임.
- 1981년 7월: 광고대행업체인 (주)코래드를 설립.
- 1982년: 프로야구단인 해태 타이거즈(현재의 KIA 타이거즈의 전신)를 창단했는데 박건배 2대 회장의 아버지인 박병규 해태그룹 창업주가 해태 타이거즈의 연고지인 광주에서 태어났다.
- 1983년 3월: 사우디아라비아에 최초로 현지법인을 설립.
- 1983년: 미진금속공업을 인수인계.
- 1987년 1월: 해태제과공업(주)에서 해태제과(주)로 상호변경.
- 1988년 3월: 일본 현지법인 해태 재팬 설립, 79년에 인수인계한 신방전자(주)의 상호를 해태전자(주)(현 인켈)로 변경.
- 1988년 7월: 해태음료가 해태농수산을 흡수합병.
- 1989년: 해태그룹 유업부분에 속하는 해태유업을 해태그룹의 계열사에서 분리.
- 1990년: 해태제과 내에 건설사업본부를 설립하여 건설업에 진출.
- 1994년 12월: 오디오의 제조업체인 (주)인켈인수[4]
- 1995년 9월: 무선전화기 제조업체인 나우정밀을 인수[5]
- 1996년 11월 1일: 해태전자가 (주)인켈과 나우정밀(주)을 흡수합병[6]
- 1997년 1월 1일: 미진금속공업을 해태중공업(주)로 명칭변경

이로써 해태그룹은 계열사에 해태제과(주), 해태산업(주), 해태가루비(주), 대한포장공업(주), 해태음료(주), 해태전자(주), (주)인켈오디오월드, (주)에어로시스템, 미진금속공업(주), 해태상사(주), 해태유통(주), (주)해태I&C, 해태텔레콤(주), (주)코래드, 해태 타이거즈 등으로 1996년 말 15개의 계열사를 둔 재계순위 24위의 대기업으로 성장하였다.

### 쇠퇴의 역사
- 1997년 10월 16일: 해태그룹 경영혁신안 발표[7]
- 1997년 11월 1일: 해태제과(주)와 해태전자, 대한포장공업이 부도.[8]
- 1997년 11월 6일: 해태그룹의 채권단인 29개 종금사는 종금협회에서 임직원 회의를 열고, 1500억원 협조융자에 합의.
- 1998년 6월 1일: 해태그룹 해체 발표[9]
- 1998년 6월 18일: 55개 퇴출기업 대상에 해태제과와 해태상사, 해태음료가 선정.
- 1998년 11월: 해태중공업이 철도차량부문을 디자인리미트에 매각하였다.
- 1999년 해태산업의 제과사업 부문과 해태가루비 (현재 합작 설립으로 부활)는 해태제과에 흡수·합병되었고, 이후 대한포장공업, 해태텔레콤, 해태I&C, 인켈오디오월드, 해태중공업은 폐업했다.

### 그룹의 정리
- 1999년 12월 해태그룹의 계열사인 해태상사(주)는 법원으로부터 법정관리에 따른 청산을 명령받아 회사 정리계획에 따른 재산 보전 처분으로 해태그룹의 15개 계열사를 청산하기로 확정함
- 2000년 2월 (주)코래드의 지분을 매각하였다.
- 2000년 6월 핵심 계열사인 해태음료가 히카리 컨소시엄에 인수인계되면서 해태그룹에서 분리되었다.
- 2001년 3월 해태산업(주)을 매각하였다.
- 2001년 8월 프로야구단인 해태 타이거즈를 기아자동차에 매각하였고, 해태제과의 중국현지법인인 해태불산을 매각하면서 해태제과식품만 남고 해태그룹은 완전히 해체되었다.[10]

## 같이 보기
- 해태제과식품[11]
- 크라운제과
- 큰길
- 해태htb
- 동원데어리푸드
- 킴스클럽마트
- 이랜드그룹
- 인켈
- 해태 타이거즈
- KIA 타이거즈
- LG생활건강